# Karaoke (singolo)
Karaoke è un singolo del gruppo musicale italiano Boomdabash e della cantante italiana Alessandra Amoroso, pubblicato l'11 giugno 2020 come primo estratto dalla raccolta dei Boomdabash Don't Worry (Best of 2005-2020).

## Descrizione
Il brano è uno degli inediti contenuti nella raccolta del gruppo e si caratterizza per un incrocio tra le tipiche sonorità reggae pop del gruppo con altre più elettroniche.

## Video musicale
Il 12 giugno 2020 è stato pubblicato sul canale YouTube del gruppo un lyric video del brano.
Il video musicale, diretto da Fabrizio Conte e coreografato da Veronica Peparini, è stato girato tra la spiaggia di San Pietro in Bevagna e Vincent City, è stato poi pubblicato successivamente il 24 giugno 2020 attraverso il canale YouTube dei Boomdabash.

## Tracce
Testi e musiche di Federica Abbate, Rocco Pagliarulo, Alfredo Rapetti, Alessandro Merli e Fabio Clemente.
1. Karaoke – 2:36

## Successo commerciale
Dopo aver debuttato al terzo posto della Top Singoli, Karaoke ha conquistato la vetta della classifica, mantenendola per le successive tre settimane. Risultato uno dei maggiori tormentoni dell'estate, il singolo è stato quello più venduto in Italia nel 2020. Ha inoltre vinto il Power Hits Estate 2020, garantendo il premio ai due artisti per il secondo anno consecutivo, nonché il terzo complessivo per i Boomdabash. Al termine dell'anno è inoltre risultato il terzo brano italiano più trasmesso in radio.

## Classifiche

### Classifiche settimanali
| Classifica (2020) | Posizione massima |
| ----------------- | ----------------- |
| Italia            | 1                 |
| Svizzera          | 44                |

### Classifiche di fine anno
| Classifica (2020) | Posizione |
| ----------------- | --------- |
| Italia            | 1         |
| Classifica (2021) | Posizione |
| Italia            | 68        |